# Чемпионат Северной Америки и Карибского бассейна по гандболу
Чемпионат Северной Америки и Карибского бассейна по гандболу — соревнования для национальных гандбольных сборных североамериканского и карибского регионов, проводимые под эгидой Конфедерации гандбола Северной Америки и Карибского бассейна (NACHC).
Соревнования проводятся с 2014 года для мужских национальных сборных и с 2015 — для женских. До 2018 являлись отборочными турнирами Панамериканских чемпионатов. Система проведения включает в себя предварительный этап и плей-офф. На предварительной стадии команды-участницы делятся на две группы. По итогам групповых турниров по две лучшие команды выходят в полуфинал и в стыковых матчах определяют участников финала, которые разыгрывают первенство.
Периодичность проведения соревнований — один раз в два года по чётным (мужчины) и нечётным (женщины) годам.

## Призёры

### Мужчины
| Год  | Место проведения                                           | Золото                                                     | Серебро                                                    | Бронза                                                     |
| 2014 | Мехико (Мексика)                                           | Гренландия                                                 | Куба                                                       | США                                                        |
| 2018 | Мехико (Мексика)                                           | Куба                                                       | Канада                                                     | Пуэрто-Рико                                                |
| 2020 | Из-за пандемии коронавируса COVID-19 чемпионат был отменён | Из-за пандемии коронавируса COVID-19 чемпионат был отменён | Из-за пандемии коронавируса COVID-19 чемпионат был отменён | Из-за пандемии коронавируса COVID-19 чемпионат был отменён |
| 2022 | Мехико (Мексика)                                           | США                                                        | Гренландия                                                 | Куба                                                       |
| 2024 | Мехико (Мексика)                                           | Куба                                                       | Мексика                                                    | Гренландия                                                 |

### Женщины
| Год  | Место проведения                | Золото      | Серебро     | Бронза                   |
| 2015 | Сан-Хуан, Салинас (Пуэрто-Рико) | Куба        | Мексика     | США                      |
| 2017 | Рио-Гранде (Пуэрто-Рико)        | Пуэрто-Рико | США         | Доминиканская Республика |
| 2019 | Мехико (Мексика)                | Куба        | Пуэрто-Рико | Гренландия               |
| 2021 | Элджин (США)                    | Пуэрто-Рико | Гренландия  | Мексика                  |
| 2023 | Нуук (Гренландия)               | Гренландия  | Канада      | Мексика                  |
| 2025 | Мехико (Мексика)                | Куба        | Мексика     | Канада                   |

## Таблица медалей

### Мужчины
| Место          | Страна         | Золото | Серебро | Бронза | Всего |
| -------------- | -------------- | ------ | ------- | ------ | ----- |
| 1              | Куба           | 2      | 1       | 1      | 4     |
| 2              | Гренландия     | 1      | 1       | 1      | 3     |
| 3              | США            | 1      | 0       | 1      | 2     |
| 4              | Канада         | 0      | 1       | 2      | 3     |
| 5              | Мексика        | 0      | 1       | 0      | 1     |
| 6              | Пуэрто-Рико    | 0      | 0       | 1      | 1     |
| Всего стран: 6 | Всего стран: 6 | 4      | 4       | 6      | 14    |

### Женщины
| Место          | Страна                   | Золото | Серебро | Бронза | Всего |
| -------------- | ------------------------ | ------ | ------- | ------ | ----- |
| 1              | Куба                     | 3      | 0       | 0      | 3     |
| 2              | Пуэрто-Рико              | 2      | 1       | 0      | 3     |
| 3              | Гренландия               | 1      | 1       | 1      | 3     |
| 4              | Мексика                  | 0      | 2       | 2      | 4     |
| 5              | Канада                   | 0      | 1       | 1      | 2     |
| 5              | США                      | 0      | 1       | 1      | 2     |
| 7              | Доминиканская Республика | 0      | 0       | 1      | 1     |
| Всего стран: 7 | Всего стран: 7           | 6      | 6       | 6      | 18    |